# Episodi di Luke Cage (seconda stagione)
La seconda stagione della serie televisiva Luke Cage, composta da 13 episodi, è stata pubblicata sul servizio on demand Netflix simultaneamente il 22 giugno 2018 in tutti i territori in cui Netflix è disponibile. La stagione è stata rimossa da Netflix il 1º marzo 2022 e pubblicata negli Stati Uniti il 16 marzo 2022 su Disney+, mentre in Italia è stata pubblicata il 29 giugno 2022.
Tutti gli episodi prendono il nome da canzoni di Pete Rock & CL Smooth.
| nº | Titolo                            | Pubblicazione  |
| -- | --------------------------------- | -------------- |
| 1  | Soul Brother #1                   | 22 giugno 2018 |
| 2  | Straighten It Out                 | 22 giugno 2018 |
| 3  | Wig Out                           | 22 giugno 2018 |
| 4  | I Get Physical                    | 22 giugno 2018 |
| 5  | All Souled Out                    | 22 giugno 2018 |
| 6  | The Basement                      | 22 giugno 2018 |
| 7  | On and On                         | 22 giugno 2018 |
| 8  | If It Ain't Rough, It Ain't Right | 22 giugno 2018 |
| 9  | For Pete's Sake                   | 22 giugno 2018 |
| 10 | The Main Ingredient               | 22 giugno 2018 |
| 11 | The Creator                       | 22 giugno 2018 |
| 12 | Can't Front on Me                 | 22 giugno 2018 |
| 13 | They Reminisce Over You           | 22 giugno 2018 |

## Soul Brother #1
- Scritto da: Cheo Hodari Coker
- Diretto da: Lucy Liu

### Trama
Luke Cage è impegnato nello sgominare una banda che produce eroina col suo nome impresso sopra prodotta da un certo "El Tercero", cercando di ripulire Harlem, di cui è l'adorato e temuto eroe. Intanto, a causa di problemi di soldi, il suo amico Bobby Fish cerca di convincerlo ad accettare uno sponsor per salvare il locale di Pop, che nel frattempo è anche diventato un negozio di gadget su di lui, gestito da D.W. Griffith. Nel cercare di sgominare il crimine si fa sempre aiutare da Misty che, nonostante la menomazione al braccio, non ha accettato la pensione e continua ad aiutare e a fare terapie con Claire, che ormai convive con Luke. Con grande sorpresa e disappunto Cage incontra anche il padre, che mal sopporta perché quando era detenuto non lo è mai andato a trovare, credendolo colpevole. Mariah Dillard, insieme a Shades che è diventato suo socio e amante, cerca di ripulire i soldi abbandonando il crimine e investendoli, con l'aiuto di Raymond "Piranha" Jones, un uomo d'affari senza scrupoli. Per questo grande affare però ha bisogno di soldi, che intende fare vendendo le sue armi al miglior offerente tra Arturo "El Rey" Gomez III, detto "El Tercero", un dominicano che usa come copertura un negozio di vendita di mobili scontati che usa per contrabbandare eroina, che vuole usarle per proteggersi e fare da barriera contro le altre bande di Washington Heights e che cerca la pace, Nigel Garrison, un giamaicano capo dei "The Rock" che vuole usarle per sgominare le bande rivali, e Dontrell "Cockroach" Hamilton, che gestisce un casinò segreto, ora libero dopo che era stato arrestato da Scarfe, l'ex collega corrotto e ora deceduto di Misty, che invece vuole dominare Harlem con Mariah e dare il potere nel quartiere ai "veri" neri. La loro riunione al club viene interrotta però da Luke, che se ne va quando Mariah gli mostra che tra i clienti c'è Claire. Il giorno successivo, grazie ad una falsa soffiata che gli parla di un carico di droga, Luke si reca al fiume dove però viene attaccato con le armi della Dillard da Arturo Gomez, che però non riesce nemmeno a ferirlo nonostante usi i proiettili chitauriani che lo avevano quasi ucciso qualche tempo prima. Cage allora, sconfitto facilmente l'avversario mentre viene filmato da Griffith, che grazie all'app dell'eroe di Harlem che lo traccia, sa sempre dove si trova, porta Arturo dalla polizia per farlo arrestare, per la gioia di Misty e il disappunto del nuovo Capitano Tom Ridenhour che mal digerisce i giustizieri che agiscono senza regole. Intanto John "Bushmaster" McIver, un giamaicano che vuole prendere il potere su Harlem, si reca da Nigel Garrison, che subito uccide e ne prende il posto, dopo aver respinto i proiettili sparati dai suoi uomini come farebbe Cage, che nel frattempo va da Mariah a cui mostra uno dei suoi proiettili che non gli fanno più nulla e minacciando di ucciderla se prova ad usare di nuovo Claire contro di lui.

## Straighten It Out
- Scritto da: Akela Cooper
- Diretto da: Steph Green

### Trama
Bushmaster visita la dottoressa olistica Tilda Johnson per ottenere gli ingredienti per aumentare gli effetti della belladonna, che usa per curare le sue ferite e aumentare la sua forza. Johnson è la figlia di Dillard, ed è anche visitata da sua madre, che vuole riunirsi pubblicamente con Johnson, dopo anni di separazione, per migliorare la sua immagine. Dillard vuole diventare una donna d'affari legittimi, motivo per cui sta vendendo la sua attività di armi. Organizza il rilascio di El Rey su cauzione e manda il suo amante Hernan "Shades" Alvarez a completare la vendita con lui. Quando El Rey rifiuta e manca di rispetto a Dillard, Shades lo uccide. Knight è ora in "servizio leggero" e non è in grado di perseguire i contatti, ma indirizza Cage a Cockroach. Cage crede di essere indistruttibile, ma Cockroach è in grado di ferirlo con la forza di una pistola ad alta potenza a distanza ravvicinata. Questo infastidisce la fidanzata di Cage, l'ex infermiera Claire Temple, che sta lottando con la sua incapacità di aiutare Cage e la sua riluttanza a ricucire la sua relazione con il padre James Lucas. Johnson accetta di dare a sua madre un'altra possibilità.

## Wig Out
- Scritto da: Marc Jobst
- Diretto da: Matt Owens

### Trama
Quando Cage viene informato che Cockroach sta picchiando la sua compagna e il figlio, va nel loro appartamento e picchia duramente lo stesso Cockroach. Un'inorridita Temple chiama Knight, che permette a Cage di lasciare la scena prima che il suo detective rivale Nandi Tyler, così come il partner di Tyler Mark Bailey, arrivino. Knight viene successivamente rimproverata per questo, ma Ridenhour spiega che non può sospendere Knight a causa del suo alto status all'interno del dipartimento come eroe disabile. Knight in seguito si esercita a combattere con un braccio, e lascia uscire un po'di frustrazione, con Colleen Wing (che Knight stava difendendo quando ha perso il braccio). Con El Rey morto e Cockroach in ospedale, Shades si rivolge a Garrison; trova invece Bushmaster, che è più che disposto a pagare i soldi a Dillard. Cage in seguito arriva alla ricerca di Garrison e combatte diversi membri della banda armati con armi diverse. Bushmaster filma segretamente questo e si allena davanti al filmato. Dopo l'incontro con il padre di Luke, Temple affronta Cage sulla sua rabbia, accusandolo di essere cambiato in peggio, e lui si scaglia contro il muro, distruggendolo. Claire, che già durante l'infanzia aveva vissuto circondata dalla rabbia, gli chiede di andarsene. Cage, in strada, incontra Bushmaster che lo stende. Mentre Luke è a terra tramortito, Bushmaster gli dice che Harlem gli appartiene.

## Divento fisico
- Titolo originale: I Get Physical
- Scritto da: Matthew Lopes
- Diretto da: Salli Richardson-Whitfield

### Trama
Bushmaster fa perdere i sensi a Cage e il filmato della loro lotta si diffonde su Internet. Vedendo questo e riconoscendo Bushmaster, Johnson inizia a indagare sugli ingredienti che gli ha venduto. Quando si sveglia, Cage decide di indagare ulteriormente sui giamaicani e torna sul luogo della sua lotta con i membri della banda insieme a Knight. Scoprono il corpo di Garrison e Knight è in grado di parlare con il proprietario dell'edificio che è cresciuto con Bushmaster e spiega che intende correggere i torti percepiti commessi contro i suoi genitori. Dalle prove all'edificio, Cage visita Johnson e lei gli dà una medicina per aiutarlo con la sua commozione cerebrale. Bushmaster visita Dillard e rivela che i suoi antenati una volta erano in affari con i suoi. Shades lo segue in un ristorante gestito da suoi conoscenti, mentre l'amico di Shades Darius "Comanche" Jones, che si è scontrato con Dillard, fa segretamente rapporto a Ridenhour. L'amico di Cage, Bobby Fish, parte per servire come donatore di organi per la figlia malata e Cage è servito da un assistente di processo.

## All Souled Out
- Scritto da: Ian Stokes
- Diretto da: Kasi Lemmons

### Trama
Cockroach fa causa a Cage per averlo attaccato e Cage accetta di pagarlo 100.000 dollari piuttosto che rischiare di andare in tribunale. Il broker Raymond "Piranha" Jones investe i soldi della vendita di Dillard a Bushmaster nella società di plastica di Mike Higgins, che Dillard ricatta per accettare una fusione aziendale che aumenta considerevolmente i profitti delle sue nuove azioni. Higgins successivamente scompare, mentre Dillard usa la sua nuova fortuna "legittima" per aprire un centro Family First ad Harlem. Rivela tutto questo alla figlia, sperando che possano dirigere il centro insieme. Piranha organizza una festa per celebrare la loro impresa di successo e assume Cage, che sta cercando un modo per pagare Cockroach, perché si presenti alla festa. Cage alla fine salva Piranha quando alcuni degli uomini di Bushmaster tentano di rapirlo. Knight riceve un braccio robotico da Colleen e dal suo fidanzato miliardario Danny Rand. Considera l'idea di incastrare Cockroach prima di trovare il suo corpo. All'apertura del suo centro, Dillard scopre le teste mozzate di Ray Ray (il dipendente di Shades), Higgins e Cockroach.

## The Basement
- Scritto da: Aïda Mashaka Croal
- Diretto da: Millicent Shelton

### Trama
Dillard si rifiuta di collaborare con la polizia, nonostante una passata relazione con Ridenhour. Knight confessa a Ridenhour di aver voluto incastrare Cockroach, ma quando sceglie di non sanzionarla lei lascia il posto a causa del suo senso di colpa. Cage e Piranha si nascondono mentre gli uomini di Bushmaster setacciano il vicinato per loro. Cage insiste che porterà Piranha alla polizia, nonostante Piranha voglia pagare Cage come "eroe a pagamento". Dopo una discussione sui rispettivi padri, Cage decide di portare Piranha alla chiesa del reverendo Lucas per protezione. Shades e Comanche cercano senza successo Piranha e ricordano la loro relazione in prigione. Comanche crede che Shades dovrebbe sbarazzarsi di Dillard e diventare lui stesso il signore del crimine di Harlem. Shades in seguito dice a Dillard di aver seguito Bushmaster al ristorante, e lei pianifica cosa faranno ai suoi conoscenti una volta trovato Piranha, che ha il controllo dei loro soldi. Cage contatta Bushmaster, e i due si incontrano per combattere, finendo con Cage paralizzato da una sostanza in polvere e spinto con un calcio nel fiume per farlo annegare.

## On and On
- Scritto da: Nicole Mirante Matthews
- Diretto da: Rashaad Ernesto Green

### Trama
La paralisi svanisce in tempo perché Cage ritorni in superficie e torni in chiesa, lì scopre che Piranha è scomparso. Ridenhour tenta di convincere Knight a tornare al lavoro e le dice di avere un informatore che lavora per Dillard. Lei invece lavora con Cage per trovare Piranha. Dillard si rende conto che Ridenhour ha un informatore e mette in dubbio la lealtà dei suoi uomini. Nel frattempo, Bushmaster cattura Piranha, lo usa per prendere tutti i soldi e le risorse di Dillard, e poi lo uccide. Cage e Knight trovano la testa mozzata dentro un acquario. Ridenhour incontra Comanche, che è in preda al panico per essere stato potenzialmente scoperto, ma Shades segue Comanche a questo incontro. Comanche uccide Ridenhour, e poi Shades spara a Comanche e fa sembrare che sia stato Ridenhour. Dillard si precipita a nascondersi con Johnson, ma vengono catturate da Bushmaster che le lascia in una casa in fiamme come vendetta per la famiglia Stokes che ha bruciato sua madre viva. Bushmaster rivendica quindi il nightclub della famiglia Stokes, l'"Harlem's Paradise", come suo mentre Cage salva Dillard e Johnson.

## If It Ain't Rough, It Ain't Right
- Scritto da: Nathan Louis Jackson
- Diretto da: Neema Barnette

### Trama
Quando Bushmaster scopre che Cage ha salvato Dillard, pensa di aumentare la sua forza con più belladonna. Cage porta Dillard e Johnson al distretto di polizia, dove Knight - che non aveva ufficialmente completato le sue dimissioni - è ora in carica. Arriva Shades e Knight deduce che probabilmente ha ucciso Comanche e/o Ridenhour, ma lei non ha alcuna prova che lo abbia fatto. Dillard e Johnson vengono colpiti dagli uomini di Bushmaster fuori dal distretto, ma Cage le aiuta a scappare. Knight usa l'aggressione per ottenere un mandato di perquisizione per l'Harlem's Paradise, ma non trovano nulla di incriminante. Preoccupato per la sicurezza dei suoi cari, Cage partecipa a un servizio in chiesa ed è lì per proteggere suo padre quando arrivano gli uomini di Bushmaster. Allo stesso tempo, Dillard e Johnson vengono attaccati mentre Dillard spiega come è stata costretta a dare sua figlia ai suoi cugini, la famiglia Johnson, dalla matriarca di Stokes Mama Mabel. Knight e Tyler arrivano per proteggerli, subito seguiti da Cage e Lucas, e Cage chiede a Knight di chiamare Rand per chiedere aiuto.

## For Pete's Sake
- Scritto da: Matt Owens & Ian Stokes
- Diretto da: Clark Johnson

### Trama
Knight porta Cage, Lucas, Dillard e Johnson in un edificio incompiuto appartenente alla Rand Enterprises, dove Dillard accetta di testimoniare contro Bushmaster in cambio dell'immunità. Knight e Cage sono contrari, ma concordano sul fatto che possono combattere solo un nemico alla volta. Knight ritorna al distretto, dove ora è al comando il vice capo Priscilla Ridley. Cage dice a Johnson che Dillard ha ucciso il loro cugino Cornell Stokes, e Dillard lo ammette quando Johnson la affronta. Dillard spiega che Stokes la stava prendendo in giro per come era stata violentata da ragazza dallo zio Pete, e rivela che questo era il modo in cui Johnson è stata concepita e perché lei non ama sua figlia. Con Bushmaster che offre una grande taglia per Dillard, Tyler lo informa sulla posizione del gruppo. Lì, Cage è in grado di sconfiggere Bushmaster. Dillard fugge e si riunisce con Shades, che ha catturato lo zio di Bushmaster Paul "Anansi" MacIntosh. Anche Bushmaster scappa, facendo esplodere una granata e costringendo Johnson a curarlo. Cage inizia a riconciliarsi con suo padre.

## The Main Ingredient
- Scritto da: Akela Cooper
- Diretto da: Andy Goddard

### Trama
Su richiesta di Temple, Rand, che difende il resto di Manhattan nei panni dell'immortale Iron Fist, incontra Cage e insiste per aiutarlo a trovare Bushmaster. Rendendosi conto che avrebbe bisogno di essere guarito dopo la sua fuga dalla polizia, iniziano a cercare Johnson ma non la trovano nel suo negozio o all'Harlem's Paradise. Lavorando con un suggerimento di Turk Barrett, indagano su un magazzino abbandonato dove i giamaicani stanno tentando di coltivare più belladonna, ma richiede le condizioni della Giamaica. Cage e Rand si fanno strada tra gli uomini e distruggono il laboratorio quando non trovano Johnson o Bushmaster. Knight e Ridley scoprono il tradimento di Tyler e la arrestano. Poiché Piranha è stato torturato prima di dare i soldi e i beni di Dillard a Bushmaster, questi le vengono legalmente restituiti e lei rivendica il locale. Abbracciando la sua eredità di Stokes, fa uccidere tutti al ristorante giamaicano, e poi brucia Anansi vivo per inviare un messaggio a Bushmaster. Shades è turbato dal suo nuovo comportamento.

## The Creator
- Scritto da: Nicole Mirante Matthews & Matthew Lopes
- Diretto da: Stephen Surjik

### Trama
Da ragazzo, Bushmaster era stato l'unico bambino di un gruppo a sopravvivere a una cattiva vaccinazione. Dopo che l'affare tra suo padre, Quincy McIver, e Samuel "Buggy" Stokes fallì negli anni '80 e portò alla loro morte, la madre di Bushmaster, Gwen, cercò di citare in giudizio la famiglia Stokes e la moglie di Buggy, Mabel, incendiò la casa di Gwen in risposta. Bushmaster è sopravvissuto, ma Pete Stokes gli ha sparato. È stato salvato dalla belladonna, e ora Johnson è in grado di guarirlo di nuovo con essa. Avverte che è vicino a ucciderlo per insufficienza degli organi. Bushmaster le risparmia la vita e le permette di andarsene. Nel frattempo, Cage trova Ingrid, la moglie di Anansi, sopravvissuta alla sparatoria al ristorante, che però si rifiuta di testimoniare contro Dillard. La porta a vedere il corpo di suo marito, dove trovano Bushmaster; lui e Cage concordano sul fatto che il loro prossimo combattimento sarà l'ultimo. Andando contro una regola della famiglia Stokes, Dillard fa un accordo per iniziare a vendere eroina ad Harlem. Shades la affronta sulle sue azioni recenti, portando a un alterco e alla fine della loro relazione. Sceglie quindi di consegnarsi a Knight.

## Can't Front on Me
- Scritto da: Aïda Mashaka Croal
- Diretto da: Evarado Gout

### Trama
Dillard prende il comando di una coalizione di leader di gang da tutta New York, promettendo di eliminare Bushmaster, arrabbiato per l'uso del suo nome nella nuova scorta di eroina. Il giamaicano attacca la raffineria dove vengono prodotte le dosi di droga, chiudendola con l'aiuto di Cage. Bushmaster fugge quando Cage si rifiuta di lasciargli distruggere le prove della droga. Cage quindi visita Dillard e le dice che non la proteggerà più. Dillard risponde organizzando un concerto gratuito all'Harlem's Paradise, per assicurarsi di avere abbastanza persone nel locale, così da costringere Cage a presentarsi all'appuntamento per proteggerle da Bushmaster. Tilda Johnson si offre di aiutare Bushmaster a uccidere Dillard, mostrandogli un ingresso segreto al club e dandogli della belladonna concentrata per aumentare ulteriormente la sua forza. Shades confessa tutto quello che sa alla polizia, che però ha bisogno della prova che Dillard possieda la pistola usata per uccidere Anansi. Shades si reca al club durante il concerto ed è con la Dillard, che ha scoperto il suo microfono, quando Bushmaster attacca. Cage e Misty Knight riescono a fermare Bushmaster, ma lui riesce a scappare quando Cage si rifiuta di ucciderlo. "Black Mariah" Dillard viene arrestata.

## They Reminisce Over You
- Scritto da: Cheo Hodari Coker
- Diretto da: Alex Garcia Lopez

### Trama
Con Dillard in prigione, gli altri capi gang vanno in guerra per le strade di Harlem. Shades suggerisce a Cage di sostituire Dillard per evitare che un nuovo boss del crimine prenda il sopravvento. Cage minaccia il capo italiano Rosalie Carbone, assicurandosi che rimanga fuori da Harlem. In prigione, Dillard fa delle mosse per ottenere il potere e ordina l'omicidio di tutti i suoi ex contatti e dipendenti. Johnson aiuta Bushmaster a riprendersi dall'uso della belladonna e quest'ultimo sceglie di tornare in Giamaica. Le dice che Dillard deve ancora bruciare. Johnson decide di visitare Dillard, che le dice che l'Harlem's Paradise è il suo diritto di nascita. Johnson quindi avvelena Dillard con un veleno ad azione lenta tramite un bacio in bocca, la donna muore mentre Cage è in visita. Johnson fa cremare sua madre. Con la morte di Dillard, l'accordo di Shades non è più valido e viene arrestato. Quando il testamento di Dillard viene letto, è stato cambiato, quindi il club ora va a Cage. Questo fa arrabbiare Johnson e preoccupa Knight che teme che Cage diventi un criminale come Dillard. Cage accetta il club e si afferma come il nuovo "sceriffo" di Harlem.